# Prisăcani, Iași
Prisăcani este satul de reședință al comunei cu același nume din județul Iași, Moldova, România.

## Personalități
- Maria Plop Arnăuțoiu (14 septembrie 1927 - 31 ianuarie 1962), luptătoare anticomunistă.
- Constantin Chiriac, actor